# Geologie Západních Karpat

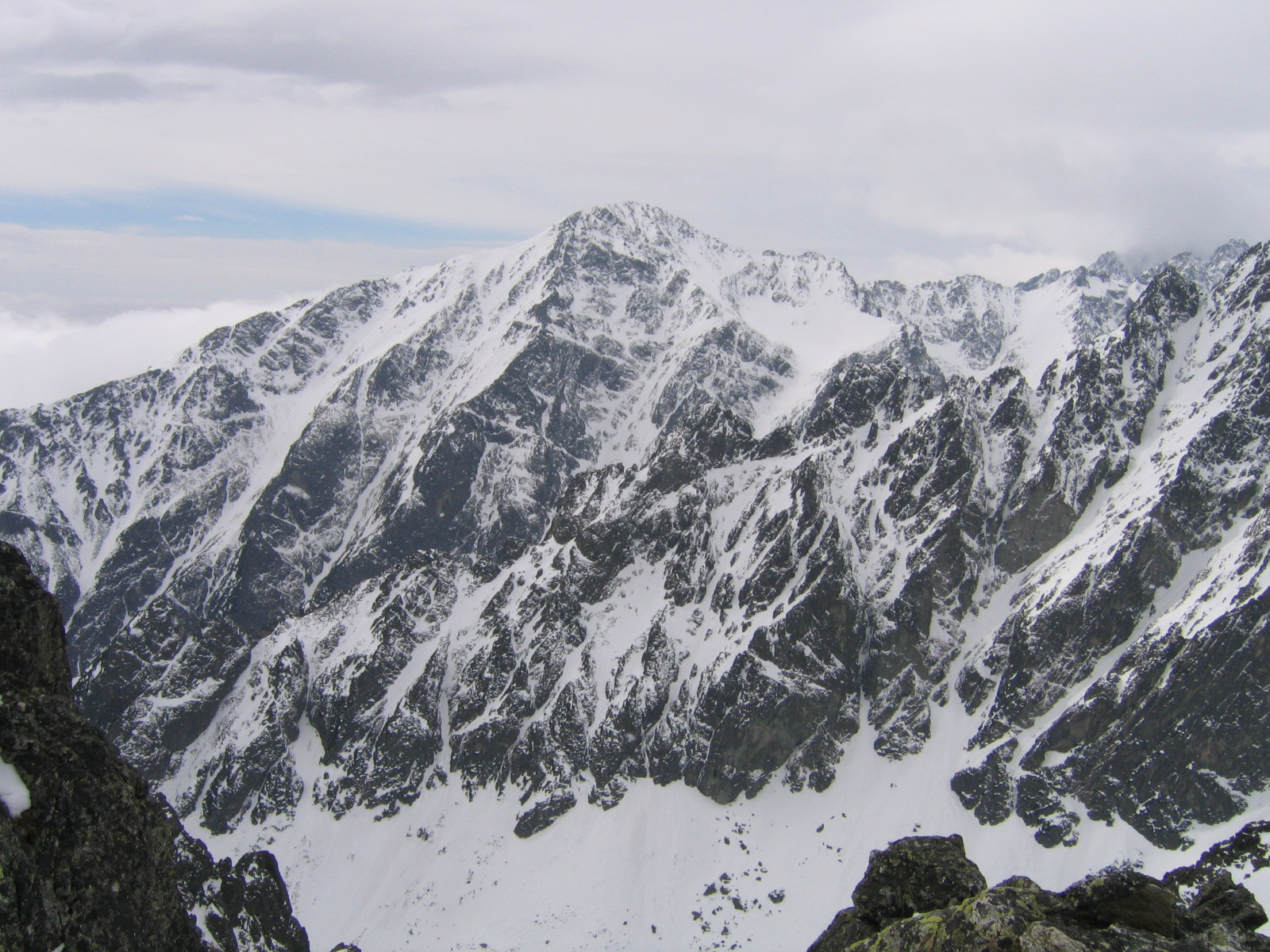
Slavkovský štít

Západní Karpaty jsou pásemné pohoří obloukového tvaru. Jsou součástí alpsko-himálajské vrásově-příkrovové soustavy, hlavně její severní větve, které jsou označovány jako alpidy. Západní Karpaty (někdy v geologické literatuře označované i jako Severní Karpaty) jsou nejseverněji položeným alpinským pohořím. Západní Karpaty, hlavně jejich předterciérní vývoj je velmi blízký Východním Alpám a tvoří přechodný celek mezi Alpami a Východními Karpaty.
Geologický vývoj jednotlivých oblastí byl poměrně složitý – je to výsledek tektonických přeměn (vrásnění, posunů a tvorby příkrovů) sedimentačních pánví různého typu v druhohorách až třetihorách. Tato přeměna zahrnovala někdy jen samotnou výplň těchto pánví, někdy i jejich původní podklad a jejím výsledkem je složitá pásmová stavba karpatského oblouku.
Názory a výzkumy geologické stavby oblasti Západních Karpat nejsou dodnes v mnohých aspektech dořešeny a jsou předmětem probíhajících výzkumů a odborných debat. Zařazení některých tektonických jednotek není s určitostí definitivní.

## Geologické vymezení

Geologické postavení Západních Karpat v rámci alpidů.

Karpaty jsou na západě vůči Alpám ohraničeny údolím Dunaje (jen geograficky, geologicky je to Karnutská brána). Geologickou hranicí na západě je raabská linie. Na východě je hranice mezi západními a Východními Karpaty vymezena jen formálně, představuje ji údolí řeky Uh, mnohá geologická členění považují za hranici Hornádský zlomový systém na linii Košice – Prešov. V Česku je to přibližně linie Znojmo-Přerov-Karviná. Jižní hranice Západních Karpat je nezřetelná (je to důsledkem hlubokého průniku nížin Panonské pánve do horské soustavy).

## Geologické členění
Existuje několik interpretací tektonické stavby Západních Karpat. Už delší dobu je používáno trojité členění na Vnější, Centrální a Vnitřní Západní Karpaty, i když někteří geologové upřednostňují klasické dvojdílné členění na externidy a internidy. Existuje několik členění (morfotektonické – opírající se o geologii a geomorfologii) a regionálně-geologické (opírající se o regionální geologii). Tektonické členění zpracované v článku se opírá o dělení zavedené Dušanem Plašienkou v roce 1999 a upravené Michalem Kováčem a Plašienkom v roce 2003. Členění není možné považovat za definitivní.
Tři hlavní oblasti – Vnitřní, Centrální a Vnější Západní Karpaty jsou odděleny dvěma suturami. Meliatská sutura je oblast vzniklá po uzavření triaso-jurského Meliatského oceánu ve starokimerské fázi. Tvoří hranici mezi Centrálními a Vnitřními Západními Karpatami. Její poloha je diskutabilní a různí autoři ji kladou do odlišných oblastí. Ztotožňují ji s rožňavskou nebo lubenicko-margecanskou linií, případně ji kladou ještě jižněji. Druhou významnou suturou je tzv. peripieninský lineament, kopírující přibližný průběh bradlového pásma. Rozhraní pravděpodobně vzniklo uzavřením Váhického oceánu na rozhraní křídy a třetihor. Tato zóna odděluje Centrální Západní Karpaty od Vnějších Západních Karpat. Obě tyto jednotky překonaly rozdílný vývoj. Podle některých názorů Centrální Západní Karpaty ležely ještě v juře o hodně západněji oproti dnešku a jednotky vnějších Karpat se nacházely v jejich laterálním pokračovaní.

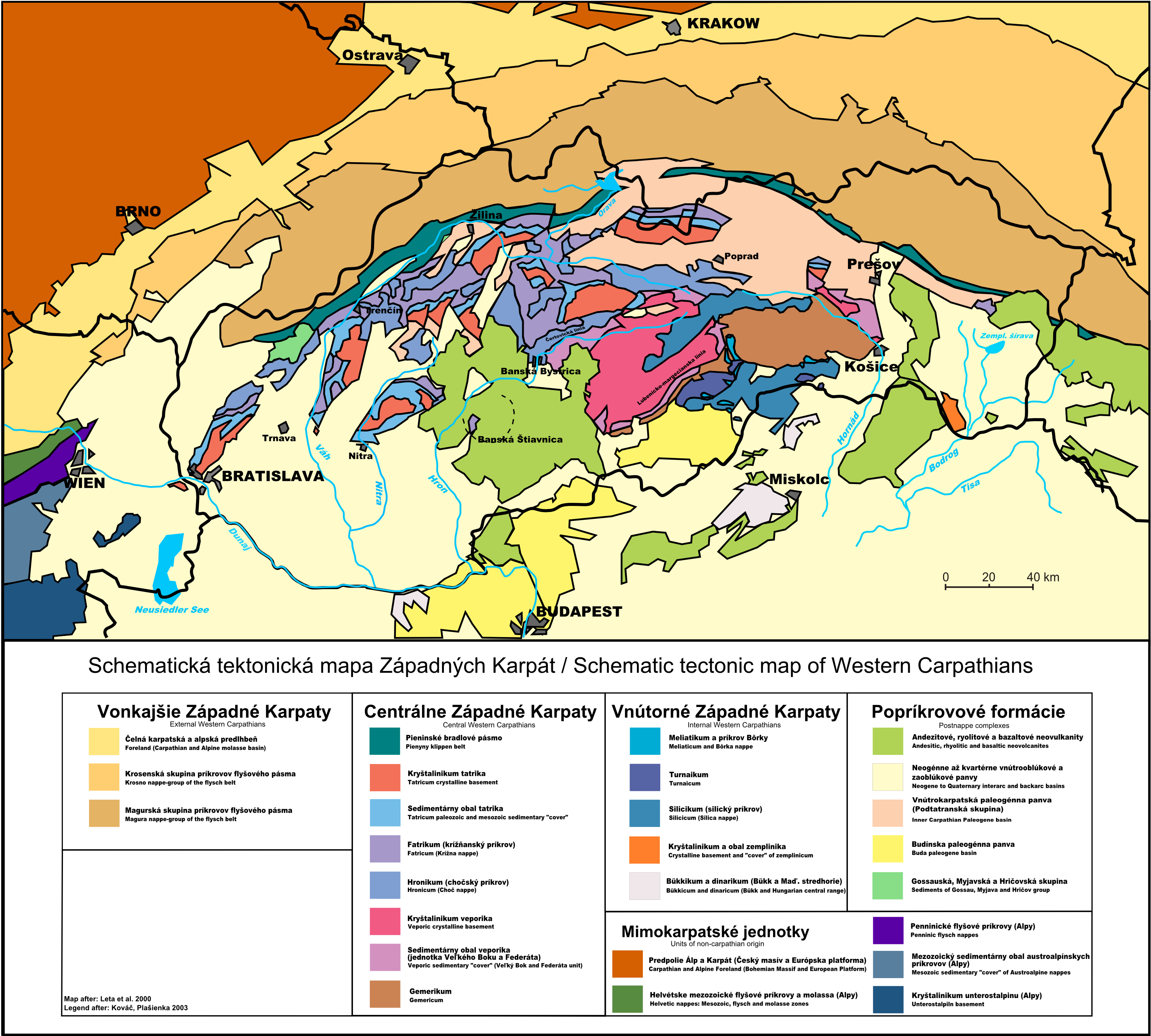
Tektonická mapa Západních Karpat

### Předpolí
Předpolí Západních Karpat tvoří Česká vysočina, Krakovská plošina a ve východní části i Východoevropská platforma. Tyto oblasti byly konsolidovány dříve než Karpaty. Česká vysočina, která je nejmladší částí jejich předpolí vznikla již během hercynského vrásnění, tedy asi 200 milionů let před vrásněním Karpat.

### Vnější Západní Karpaty

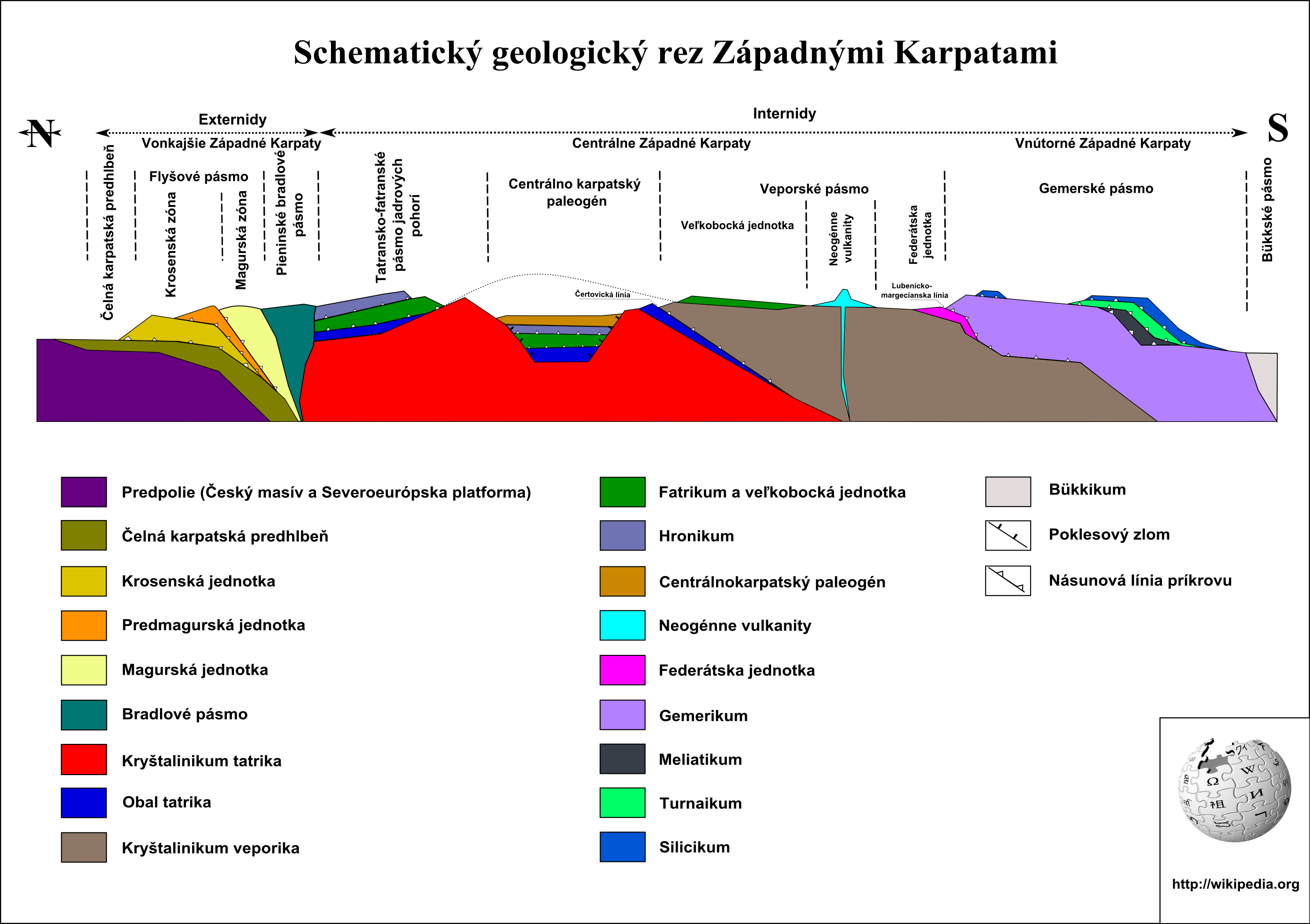
Řez Západními Karpaty

Vnější Západní Karpaty (též označované jako externidy nebo polonidy či beskydikum) vznikly tektogenezí, která přeběhla mezi vrchní křídou (senón) a miocénem. Spolu s Centrálními Karpatami se však zvrásnilo bradlové pásmo, které bylo opětovně převrásněno i spolu s flyšovým pásmem, což umožnilo vznik jeho charakteristické stavby.

#### Flyšové pásmo

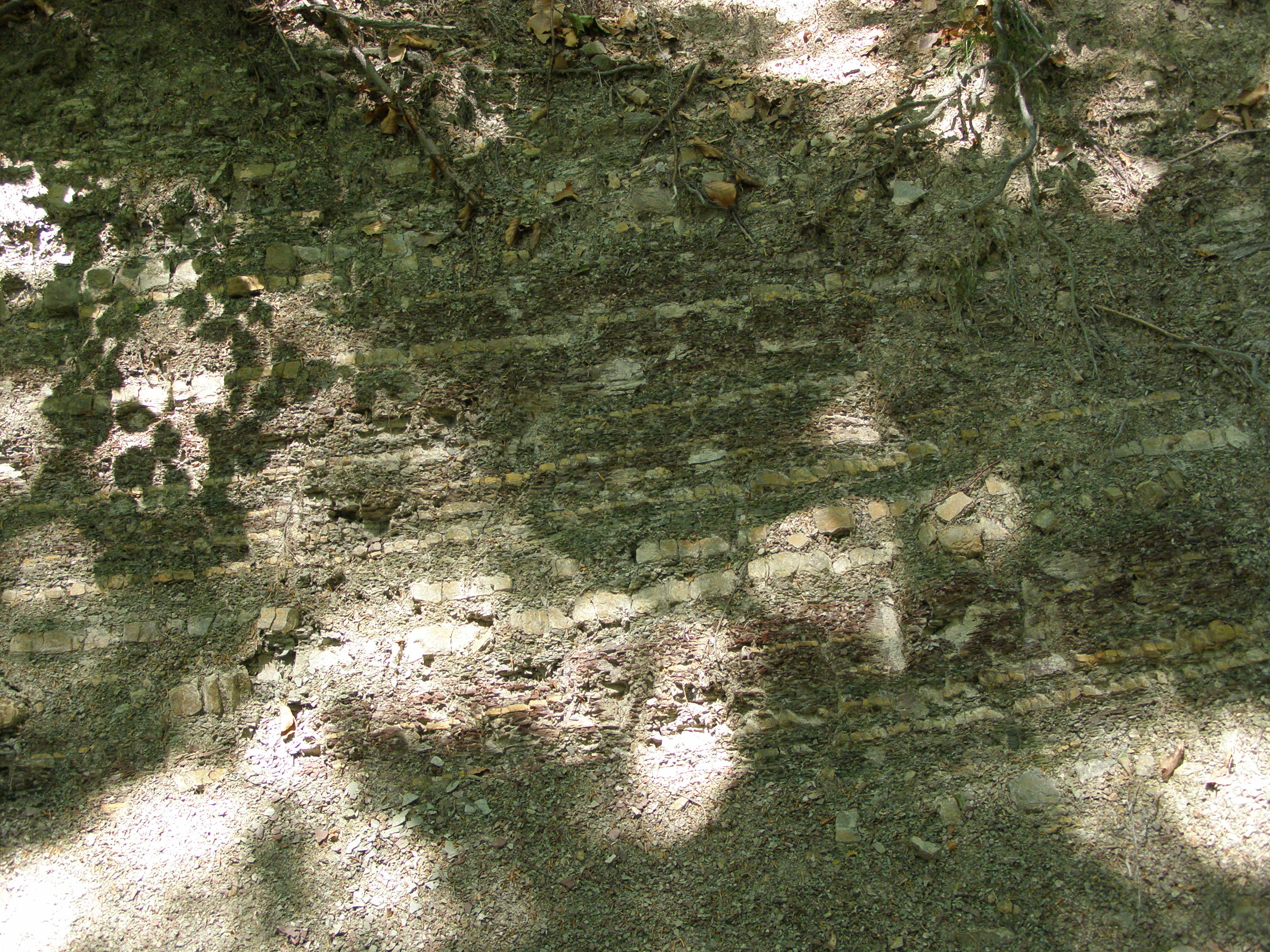
Flyš v úbočí masivu Ondřejníku (Podbeskydská pahorkatina)

Flyšové pásmo pojmenované podle charakteristického střídání pískovců a jílovců tzv. flyše, který má převážně křídový, paleogénní až miocénní věk. Ve flyšovém pásmu se nachází i horniny terciérních neovulkanitů. Pásmo původně tvořilo soubor více sedimentačních pánví, které byly v neustálém tektonickém pohybu. Jejich podloží alespoň částečně tvořila severní větev penninika označovaná jako Valaiský oceán. Vyvýšené partie, tzv. kordiliéry nebo elevace, tvořily snosové oblasti, které zásobovaly hlubší části pánví klastickým materiálem, přinášeným turbiditními proudy – mohutnými podmořskými sesuny. Orogeneze postihla tuto oblast koncem paleogénu a začátkem neogénu v tzv. sávské fázi alpinského vrásnění, vnější část byla zasažena i štýrskou fází, což mělo za následek částečné překrytí čelní předhlubně příkrovy. Příkrovy vznikly postupným stlačením sedimentační pánve, což způsobilo odtržení rozsáhlých vrstevních sledů hornin a jejich přesun na vzdálenost 20 – 30 km, případně i víc. Příkrovy vznikaly ve dvou fázích. Vnější (severní) skupina příkrovů nazývaná krosenská a na ni nasunuté vnitřní (jižnější) magurské příkrovy. Příkrovy jsou nasunuty na své předpolí ve formě šupin. Flyšové pásmo pokračuje nepřerušeně z Alp (tzv. rýnsko-dunajský flyš), přes Česko, Slovensko, Polsko, a navazuje na flyš moldavid na Ukrajině a Rumunsku.

### Centrální Západní Karpaty
Centrální Západní Karpaty jsou někdy též označovány jako slovakidy, či slovakokarpatský systém jsou oblastí, kterou ze severu ohraničuje bradlové pásmo a z jihu meliatské pásmo. Pieninské bradlové pásmo představuje významné rozhraní oddělující Vnější Západní Karpaty od vnitřních. Spolu s příbuznými jednotkami příbradlové zóny tvoří Považsko-pieninské pásmo. Největší část Západních Karpat tvoří rozsáhlá oblast, jejíž podloží je udávané granitoidními a přeměněnými horninami (jejichž stupeň metamorfózy se směrem na jih snižuje) se sedimentárním obalem, přes které jsou přesunuté rozsáhlé příkrovy druhohorních karbonátů. Tvoří ji Tatransko-fatranské pásmo jádrových pohoří, veporské a gemerské pásmo. V jejich krystalinických celcích tatriku, veporiku a gemeriku, které jsou rozčleněné zlomy, není očividná příkrovová poloha. Geofyzikální výzkumy však potvrzují, že gemerikum je nasunuto na veporikum a to je nasunuto na tatrikum. Centrální Karpaty původně tvořily začátkem druhohor šelf Evropské platformy ležely dále na západ v oblasti dnešního Švýcarska a pokračovaly do Vnějších Karpat (které tehdy představovalo oravikum). Centrální Karpaty tak byly vytlačeny severovýchodním směrem z alpské do karpatské domény.

#### Považsko-pieninské pásmo
Považsko-pieninské pásmo má komplikovanou imbrikovanou stavbu tvořenou především bradlovým pásmem. Na jeho stavbě se podílejí jednotky oravika, gossauské skupiny, magurské jednotky tak i slovakokarpatské jednotky (například manínska). Dělí se na tři zóny – březovskou, příbradlovou a bradlovou.
Velmi úzké a geologicky komplikované pieninské bradlové pásmo tvoří předěl, tzv. tektonickou jizvu, mezi Vnějšími a Centrálními Karpaty. Známa jsou jen souvrství starší než trias, tvořené hlavně vápencem a slíny. V juře vznikl v oblasti bradlového pásma Váhický oceán (jižní penninikum), který se začal rychle rozšiřovat. Prostor oceánu označovaný jako váhikum ze severu omezoval úzký pruh pevniny – oravikum a z jihu tatrikum. V oraviku se usazovaly mělkovodnější vápence čorštynské jednotky a směrem na jih byly odstupňovány další přechodné jednotky, v nejhlubších částech Kysucké pánve se usazovala hlubokovodní kysucko-pieninská jednotka. Váhikum se v průběhu své existence prohloubilo i rozšířilo. Ve vrchní křídě (senón) až paleogenní však oceánská kůra této pánve začala subdukovat. Následovala srážka oravika a Centrálních Západních Karpat, při které došlo k deformaci oravických hornin a jejich přesunu ve formě více příkrovů na sever. Po skončení subdukce se na příkrovech usadily slinité a flyši podobné horniny, označované jako bradlový obal. Následně však v paleogénu oblast postihla sávská fáze orogenu, která horniny natolik stlačila, že úzké vrásy, složené z hornin nestejného typu (pevné vápence, měkký flyš a slín) se celkem roztrhly. Následní eroze vypreparovala pevné vápencové čočky do podoby vyčnívajících bradel (např. Vršatská bradla). Pásmo bradel se téměř nepřerušeně táhne od Podbranče na západním Slovensku až do Rumunska.

#### Tatransko-fatranské pásmo

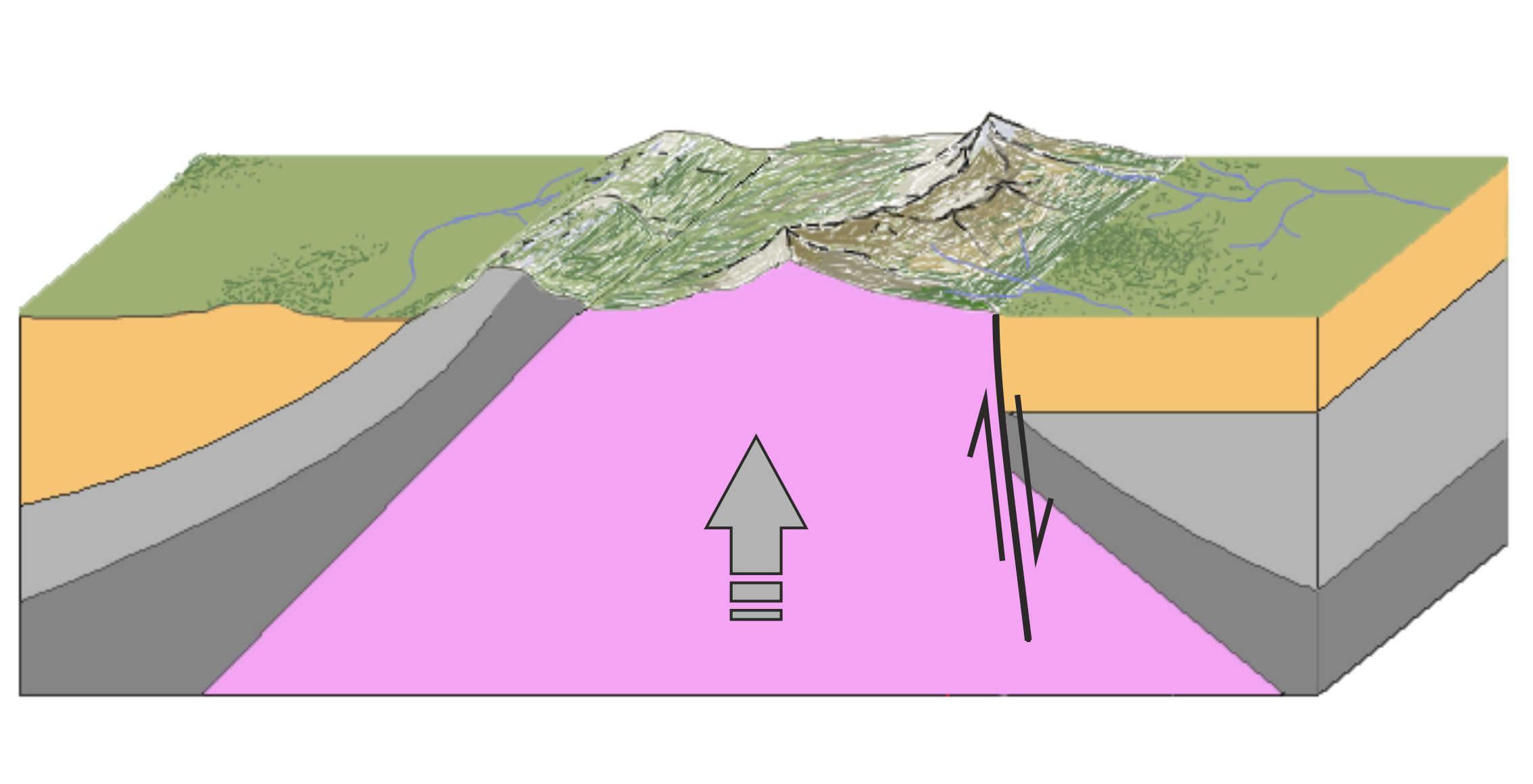
Zjednodušený schematický řez jádrovým pohořím:
Třetihorní pokryv
Druhohorní příkrovy
Obal jádra
Krystalické jádro

Jižně od bradlového pásma se nachází Tatransko-fatranské pásmo jádrových pohoří. Jejich jádro, nejstarší jednotku nazývanou tatrikum, představují hlavně staré prvohorní krystalické břidlice a granitoidy, které vznikly už v čase hercynského vrásnění při silné regionální metamorfóze. Jedná se nejčastěji o pararuly a amfibolity, v některých oblastech i slabší přeměněné horniny. Přímo na krystalickém podkladě se na některých místech zachoval původní karbonský, permský a hlavně druhohorní pokryv tzv. obal krystalinika. Tvoří ho hlavně pískovce a vápence. Nad tatrikem leží příkrovy, s podobným vrstevním sledem jaký má obal krystalinika. Jde o rozsáhlá, původně deskovitá tělesa převážně druhohorních vápenců, dolomitů přesunuté přes tatrikum – tzv. subtatranské příkrovy především spodní krížňanský (fatrikum) a vrchní chočský (hronikum). Fatrikum je charakteristické přítomností hrubšího souvrství karpatského keuperu. Hronikum je typické výskytem paleozoických andeziticko-bazaltových vulkanitů (tzv. ipoltická skupina) a většími hrubkami značně variabilních triasových hornin. Přesun příkrovů nastal ve vrchní křídě. Celá oblast v té době ještě neměla tak členitý povrch jako dnes. Výzdvih pohoří přeběhl až po paleogénu, především na konci oligocénu a v miocénu. Vznikly při tom vyklenuté hrástě (obvykle jednostranné), na jihu strmě omezené zlomy a pozvolně upadající k severu. Na jihu bývá obnažené jejich krystalinické jádro. Tvoří dvě řady pohoří, severnější tvoří Malé Karpaty (Pezinská část a Hainburské vrchy), Považský Inovec, Strážovské vrchy, Malá Fatra a Tatry. Jižní řád jádrových pohoří zahrnuje Tribeč, Žiar, Velkou Fatru s Chočskými vrchy, ďumbierské Nízke Tatry a Branisko.

#### Veporské pásmo
Veporské pásmo je svou stavbou blízké pásmu jádrových pohoří. Je však pro něj příznačná výraznější přeměna hornin v průběhu alpinského vrásnění, které postihlo jeho nejstarší jednotku označovanou veporikum. V tomto pásmu převládají horniny krystalinika, druhohorní sedimentární obal se zachoval jen na několika místech. Oblast byla kořenovou zónou krížňanského příkrovu, který se usazoval v jeho severní části blízko hranice s tatrikem, v tzv. fatriku. Subdukce tohoto prostoru, která začala v křídě, iniciovala vznik granitů, specifických pro tuto oblast. Okolo trosek Chočského příkrovu a části Krížňanského příkrovu je ve veporském pásmu přítomna i rozsáhlá křyha muránského příkrovu (silicikum). Veporské pásmo je od sousedního pásma jádrových pohoří oddělené čertovickou linií. Buduje Královohoľsou část Nízkých Tater, Veporské vrchy, Kozí hřbety, jižní část Braniska a Černou horu. Na jihu ho od Spišsko-gemerského rudohoří odděluje lubenícko-margecianská linie.

#### Gemerské pásmo
Gemerské pásmo tvoří rozsáhlý krystalický vyklenutý celek, částečně nasunutý na severnější veporikum. Jeho nejstarší celek gemerikum se však od ostatních superjednotek odlišuje přítomností slabě metamorfovaných a hercýnským vrásněním celkově méně postižených prvohorních hornin, které mají spolu s mladšími obalovými jednotkami tvar velké složité antiklinály, tzv. antiklinória. V středu této oblasti se nacházejí okolo fylitů, kremenců a porfýrů i vápenců, na mnohých místech přeměněné na siderit a magnezit. Od vrchní jury se při uzavíraní pánve meliatskeho oceánu, z jihu přisunul příkrovy meliatika a turnaika, k čemu se ve vrchní křídě přidal i příkrov silicika. Koncem paleogénu následně došlo k vytvoření více zlomových poruch a vyklenutí gemerického celku. Tvoří východní část Slovenského rudohoří, Galmusu a Slovenského krasu.

### Interní Západní Karpaty
Vnitřní nebo Interní Západní Karpaty jsou též označované jako panonidy. Od Centrálních Západních Karpat je dělí rožňavská sutura, částečně zakrytá příkrovy. Rožňavská linie je chápána mnohoznačně. Podle předpokladů na západě tato linie navazuje na rábsko-hurbanovskou linii. Interní Západní Karpaty tvoří hlavně tektonické jednotky pocházející původně z oblasti Meliatského oceánu nebo jižně od něj. Budované jsou meliatským, bükkským, bakonským a zemplínským pásmem. Nacházejí se zde rozsáhlé příkrovy druhohorních karbonátů (silicikum, meliatikum, turnaikum), metamorfózou slabě postihnuté vykazující příbuznost s jihoalpsko-dinaridnými faciálními oblastmi.

#### Meliatské pásmo
Meliatské pásmo je pozůstatkem triasovo-jurského Meliatského oceánu. Jeho základ tvoří meliatikum. Je tvořeno převážně horninami subdukční melanže –
hlubokovodními jílovitými břidlicemi, radiolarity, bazalty oceánského typu a mramory. Jednotkou nejistého zařazení, kterou někteří přiřazují k meliatiku je příkrov Bôrky, tvořený horninami, které překonali metamorfózu do facie modrých břidlic. Silicikum a turnaikum pravděpodobně tvořily jižní šelf Meliatského oceánu. Silicikum je příkrov typický větší tloušťkou mělkovodních vápenců, tzv. wettersteinská facie. Turnaikum představuje příkrov tvořící přechodnou oblast mezi silicikem a meliatikem Tyto příkrovy byly při uzavírání oceánu vytlačeny směrem na sever a tvoří příkrovové trosky ležící na gemeriku a veporiku. Tvoří Slovenský a Aggtelecký kras na Maďarsko-Slovenském pomezí.

#### Bükkské pásmo
Jižně od této oblasti se nachází bükkikum, které jeví známky přechodné oblasti mezi Karpaty a Dinaridy. Jeho horniny vystupují v severomaďarském pohoří Bükk. Jsou to hlavně prvohorní břidlice, karbonáty a pískovce, nad kterými se v druhohorách usazovali další karbonáty, místy se vyskytují i magmatické horniny. Usazování však trvalo jen do jury, kdy byly do oblasti přesunuty příkrovy nejasné vergence, které v křídě postihla slabší přeměna hornin. V oblasti se při subdukci Meliatského oceánu vytvořila v juře zaoblená pánev, ze které pravděpodobně pochází příkrov Mónsobél-Szarvaskő.

#### Bakonské pásmo
Bakonské nebo též cezdunajské pásmo tvoří jednotka transdanubikum vystupující v Maďarském středohoří (Bakonském lese, pohoří Grecse, Vértes a Budínskych vrchů). Obsahuje slabě metamorfované a nemetamorfované prvohorní a druhohorní horniny a jejich třetihorní pokryv.

#### Zemplínské pásmo
Jednotkou nejistého tektonického zařazení je zemplinikum v hrásťovém Zemplínském pohoří, vystupujícím zpod terciérních hornin Východoslovenské pánve. Je zařazované buď do samostatného zemplínského pásma nebo podvihorlatského pásma. Předpokládá se, že je součástí teranu Tisia-Dacia. Někteří ho řadí k jižnímu veporiku či gemeriku, ale i k Východním Karpatům. Zemplinikum je jediným místem výskytu prekambrických hornin v Západních Karpatech. Jsou to především přeměněné krystalické břidlice, jejich sedimentární obal tvoří karbonské a permské slepence s tenkými slujemi černého uhlí.

### Mladší tektonické útvary
Na jursko-křídovou tektonickou stavbu jsou naloženy mladší útvary. Jde hlavně o centrálněkarpatská (podhalská a podtatranská) paleogenní pánev, jihoslovensko-severomaďarská kenozoická pánev, Vídeňská neogenní pánev, Dunajská neogenní pánev, Středoslovenská a severomaďarská neogenní vulkanická pohoří, Východoslovenská neogenní pánev a vulkanické pohoří a neogenní mezihorské pánve.

## Vulkanismus

### Paleozoický a mezozoický vulkanismus

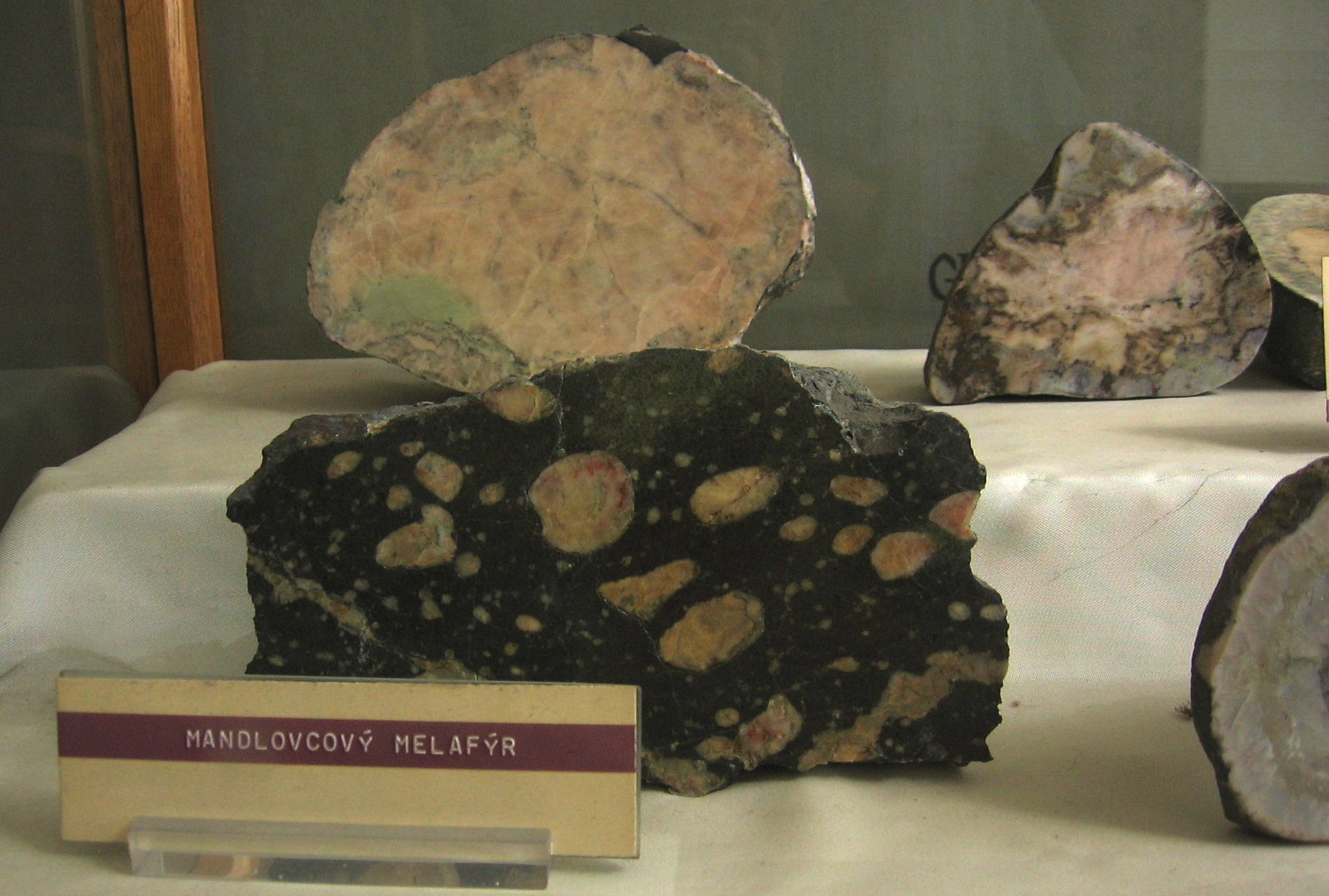
Permský andezitický-bazalt s acháty, tzv. melafýr

Nejstarší formy vulkanismu, který postihl území Západních Karpat jsou hůře rozeznatelné, pro jejich větší zastření mladšími procesy a destrukci erozí. Významná vulkanická aktivita se odehrála ve starším paleozoiku v Malých Karpatech, kde je jejím pozůstatkem především pernecká skupina s charakteristickým bazickým vulkanismem. Metamorfózou zastřené vulkanické horniny staršího paleozoika jsou přítomné i v gemeriku, kde jsou považované za produkty stratovulkánů. Bázický vulkanidmus byl identifikovaný i v horninách karbonského a permského věku. Mezi horninami permského věku je významná ipoltická skupina hronika. Její spodní část označená jako nižnobocianské souvrství se vyznačuje výrazným synsedimentárním dacitovým až andezitovým vulkanismem. Tento vulkanismus měl vícefázový lineární charakter.
Mezozoický vulkanismus je méně zastřený a byl pozorován ve všech zónách Západních Karpat. Známa jsou triasová efuziva v tělesech fatrika a hronika z Malé Fatry, Západních a Nízkých Tater. Z okolí Banské Bystrice jsou známa tělesa pikritů. Ve flyšovém pásmu jsou známa křídové tělesa tešinitů z oblasti Slezska. Pozůstatky rozčleněného nekompletního ofiolitového komplexu, v jehož vrchní části se nacházely bazalty středooceánského typu, jsou přítomny v horninách meliatika.

### Terciérní a kvartérní vulkanismus

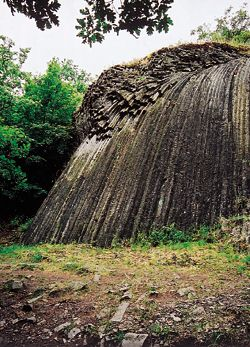
„Kamenný vodopád“ v Šomošce, Cerová vrchovina. Viditelná sloupcovitá odlučnost bazaltu.

Pro vulkanismus, který probíhal v třetihorách je souhrnný název Neogenní vulkanity (neogén – spodní báden) až do čtvrtohor na vnitřní straně karpatského oblouku (v malé míře i na vnější straně). Na Slovensku to jsou především vulkanity středního, jižního a východního Slovenska. Rozdělují se do třech fází:
- kyselý vulkanismus – započal ve spodním miocénu v severním Maďarsku a je reprezentovaný horninami převážně ryodacitového až ryolitového složení. Tato fáze se ve středním miocénu rozšířila i na území Slovenska – na středním Slovensku vystupují horniny tohoto typu ve spodních souvrstvích Poľany, Kremnických vrchů a Vtáčnika, na východním Slovensku jsou to ryodacitové tufy v sedimentech spodního bádenu v oblasti Zemplína.
- intermediátní vulkanismus – nastoupil ve spodním bádenu a z petrografického hlediska ho tvoří převážně alkalicko-vápenaté andezity a dacity. Jejich aktivita se začala v podmořském prostředí podél šahansko-lysecké zóny v oblasti Krupinské planiny. Také se v pobřežní zóně zformovaly masivní stratovulkány Poľany, Javoří, stratovulkány Lysec a Čelovce, štiavnický stratovulkán a stratovulkán v Kremnických vrších. Další vývoj poznamenala rozsáhlá eroze a následné obnovení činnosti ve vrchním bádenu. Obnovený vulkanismus byl více explozivní. Ve Slovenském rudohoří (v oblasti Tisovce a Rimavské kotliny) se nacházejí silně erodované zbytky stratovulkánů, které jsou ekvivalentní středoslovenským stratovulkánům. V subdukční zóně východního Slovenska se vytvořila ve spodním sarmatu linie morfologicky jednoduchých stratovulkánů Slanských vrchů, která pokračovala až do severního Rumunska. Mladší fáze této vulkanické činnosti vytvořila pohoří Vihorlat.
- bazický vulkanizmus – představuje alkalický typ vyskytující se ve středoslovenské a jihoslovenské oblasti. Z hornin převládají bazalty s výrostky olivínu, nebo nefelínu (tělesa bazaltů v oblasti Banské Štiavnice, lávové proudy v okolí Ostré Lúky u Zvolena a Devičia u Krupiny, lávové proudy a maary v okolí Pinciné, Jelšovce, lávové proudy, neky, dajky a maary v Cerovej vrchovině a mladý troskový kužel Putikov vŕšok u Nové Baně.

## Metamorfóza
Přítomnost metamorfovaného krystalinika Západních Karpat byla zaznamenaná v tatriku, veporiku, gemeriku a zempliniku. Současné výzkumy potvrdily stopy kaledonské, hercynské a alpinské orogenézy. Přítomnost prekambrických metamorfních cyklů nebyla potvrzena, i vzhledem k tomu, že starší procesy jsou na většině území zastřeny silnějším alpinským přepracováním.
Přítomnost kaledonské přeměny indikují např. amfibolity v Malých Karpatech (věk okolo 390 milionů let), či granitoid typu Sihla ve veporiku (stáří asi 370 – 380 milionů let). V Západních Karpatech je však významnější a typičtější hercynská metamorfóza. Spojuje se s ní periplutonická metamorfóza způsobená intruzemi granitoidních masivů stejně tak i přeměna vulkanosedimentárních formací více tektonických jednotek do facie zelených břidlic. Projevy alpinské metamorfózy, která se odehrála v období před 75 – 107 miliony let jsou nejsnadněji pozorovatelné v souvrstvích mezozoických hornin veporika a sedimentárním obalu tatrika a gemerika. V příkrovu Bôrky byla dokumentována metamorfoza do facie modrých břidlic.

## Zemětřesení
Hlavní zemětřesné oblasti bloku Alcapa sa nacházejí v oblasti subdukčních oblouků helenid a kalabrid. Ve Východních Karpatech se projevují hluboká zemětřesení v důsledku subdukce v oblasti Vrancea. V Západních Karpatech nebyla zaznamenána významná hluboká zemětřesení spojená se subdukcí. Významné období kontinentální kolize a zkracování kůry postihlo toto území v miocénu. Následní neogenní, převážně extenzní a směrně posuvné pohyby generovaly nebo obnovily starší zlomy, na nichž nastal pohyb často opačného směru. V Západních Karpatech je dnes rozeznáváno několik zdrojových oblastí zemětřesení. Pezinsko-pernecká zdrojová oblast, jde o pokračování zlomové linie z Alp Mura-Mürz-Leitha. Dobrovodská zdrojová oblast zemětřesení, s nejintenzivnějšími a nejmělčími zemětřeseními okolo dobrovodského zlomu. Komárňanská zóna navazující na rozhraní Rába-Hurbanovo-Darnó (též Rábska linie), oddělující jednotku Pelsó od karpatského krystalinika. Žilinská zdrojová zóna je vázána na pokračující kolizní a směrně posuvné pohyby v bradlovém pásmu. Středoslovenská zdrojová zóna pravděpodobně vznikla následkem pohybů středoslovenské zlomové linie.

## Vznik a vývoj Západních Karpat
Západní Karpaty jsou vrásovo-příkrovové pásmo, které vzniklo v důsledku kůrového zkrácení způsobeného srážkou Severoevropské platformy a Apulské litosférické desky. Tá bývá někdy v souvislosti s Karpaty označovaná jako Alcapa (Alpy, Karpaty, Panonská pánev).

### Platformní stadium (karbon – vrchní trias)
V období před přibližně 300 miliony let v karbonu po srážce Gondwany a Laurasie, při které vznikla Pangea, doznívala hercynská orogeneze. Oblasti Západních Karpat se staly součástí Pangey. Tatroveporidní oblast byla ve vrchním paleozoiku součástí kontinentální kůry, sedimentovaly na ní hlavně klastika místy i vulkanoklastický materiál. Oblast gemerika pravděpodobně tvořila předlubeň hercynského horstva. V této oblasti se usazovaly ze začátku klastické sedimenty, později nastoupilo usazování rifových vápenců, což nasvědčuje, že do oblasti v permu zasahovalo moře. Z permu do spodního triasu pokračovala následně výrazná kontinentální sedimentace hlavně pískovců, méně slepenců. Jejich zdrojovým materiálem byly erodované hercynské hory. Tyto horniny jsou velmi chudé na zkameněliny. Pangea byla v tomto období rozsáhlou vyprahlou pouští. V hroniku došlo v permu k vývoji bazického vulkanismu, který zřejmě souvisel se začátkem rozpadu Pangey. Tyto horniny jsou v Západních Karpatech označovány jako melafyry. Začátkem triasu téměř v celé oblasti stále převažovalo usazování křemenných pískovců. Tyto horniny byly výsledkem hlubokého zvětrávání. Usazovaly se v rozsáhlých říčních deltách na úpatí horstev. Část z nich pocházela z horstva vystupujícího ve Vindelickém valu tvořícím okraj Evropské platformy, především dnešní Český masiv.

### Ztenčení a extenze kůry – rozpad Pangey (střední trias – střední křída)

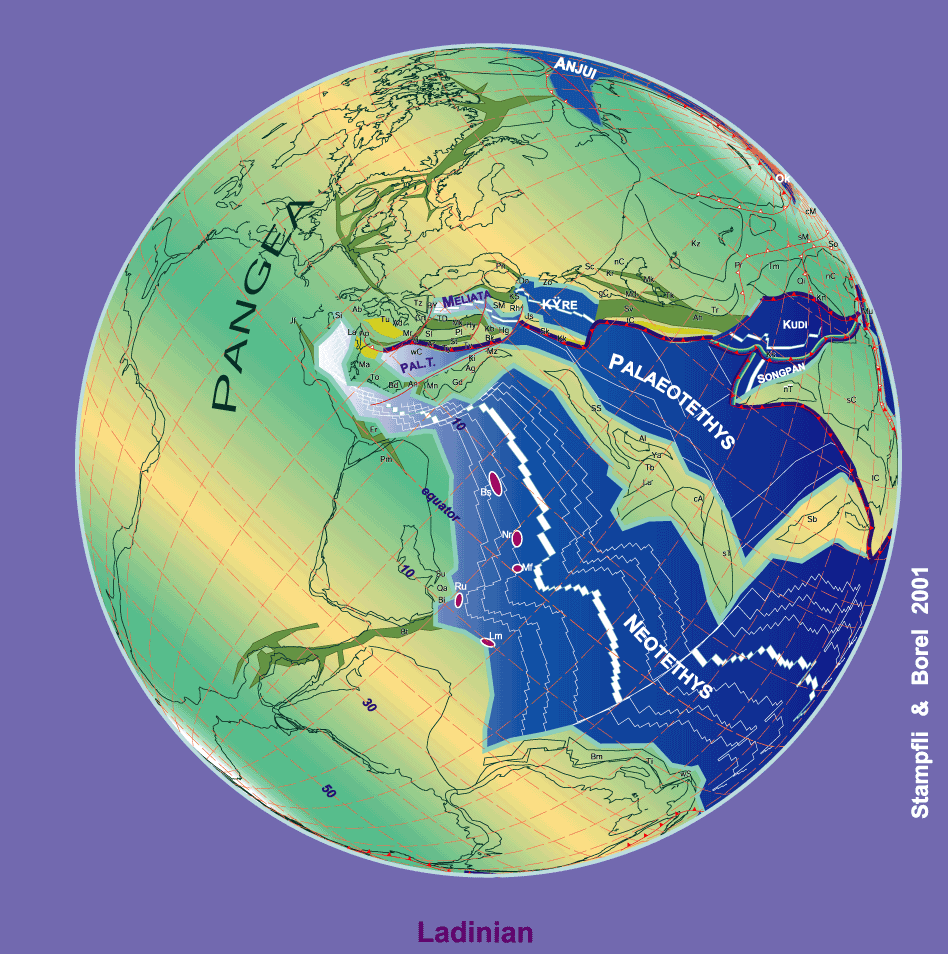
Rozpadající se Pangea před 230 Miliony let, zakreslená je i poloha Meliatského oceánu, který však byl ve skutečnosti otočený o 90°

V anisu a ve středním triasu Západní Karpaty postihlo ztenčení kůry, které provázely počátky rozpadu Pangey. Tento proces je též označovaný jako žarnovská fáze. Oblast zaplavilo moře a v jižních oblastech došlo vytvoření riftu, který se rozšířil z jihovýchodu do podoby zaobloukového Meliatského oceánu. Na sever od Meliatského oceánu bylo tatrikum, veporikum, gemerikum i oravikum, které byly součástí šelfu Vindelického valu. Od severu na jih postupně přecházely z mělkovodních karbonátů do hlubokovodního flyše Meliatského oceánu. V něm až do konce triasu probíhalo intenzivní rozpínání oceánského dna.
Na začátku jury v liasu došlo v celé tethydní oblasti k rozsáhlé mobilitě mořského dna. Ve středu Pangey v tomto období vznikl z jihu sever se táhnoucí rift a začal se formovat Atlantský oceán. Mohutné síly způsobili oddálení Severoamerické a Africké desky. Od hettange do sinemuru se mořské dno v Západních Karpatech rozčlenilo v tzv. zliechovské fázi na početné elevace a hlubokomořské pánve. Mezi tatrikem a veporikem vznikla ve fatriku pohybující se šiprúňská pánev. V tatriku od sebe zliechovská pánev oddělila severotatrickou a jihotatrickou elevaci halfgrábenového typu, obě vyčnívající nad hladinu moře.
Šelf Evropské platformy v tomto období postihlo ztenčení kůry a extenze, část z něho se oddělila a vznikl tzv. oceán Neotethys. Jeho jižní část tvořil v Alpách Piemontsko-ligurský oceán zasahující i do Karpat, kde je označován jako Váhický oceán. K jeho vzniku došlo v oraviku, severně od tatrika, kde v čase bajoku začala asymetrická extenze v čase tzv. krasínské fáze, po které v bathonu následovalo jeho otevření. Oceán oddělil centrálněkarpatské jednotky od Evropské platformy. V samotném Váhickém oceánu vznikla úzká a dlouhá elevace označovaná jako Čorštynská elevace, která od sebe v beriasu až valangině oddělila severní Magurskou a jižní Kysuckou pánev (tzv. walentowská fáze). Na jižních svazích oravika přilehlých k Váhickému oceánu se odstupňovaně usadily sedimenty postupně přecházející z mělkovodních do hlubokovodních facií. V doggeru došlo k největšímu prohloubení Kysucké pánve, kde se usazovaly radiolarity.
V průběhu jury až spodní křídy došlo severně od oravika k počátečním fázím vývoje předobloukových pánví, které se po vytvoření Váhického oceánu rozčlenily na Magurskou, Slezskou a Rachivsko-ceahlauskou pánev. V nich dlouhou dobu převažovala hlubokomořská sedimentace radiolaritů. V baremu se začali usazovat i flyšové turbiditné sedimenty a v albě došlo k výraznější změně, která prohloubila rozdíly v porovnání s oravikem a váhikem.

### Kompresní tektonický režim a hrubnutí kůry (střední jura – svrchní křída)

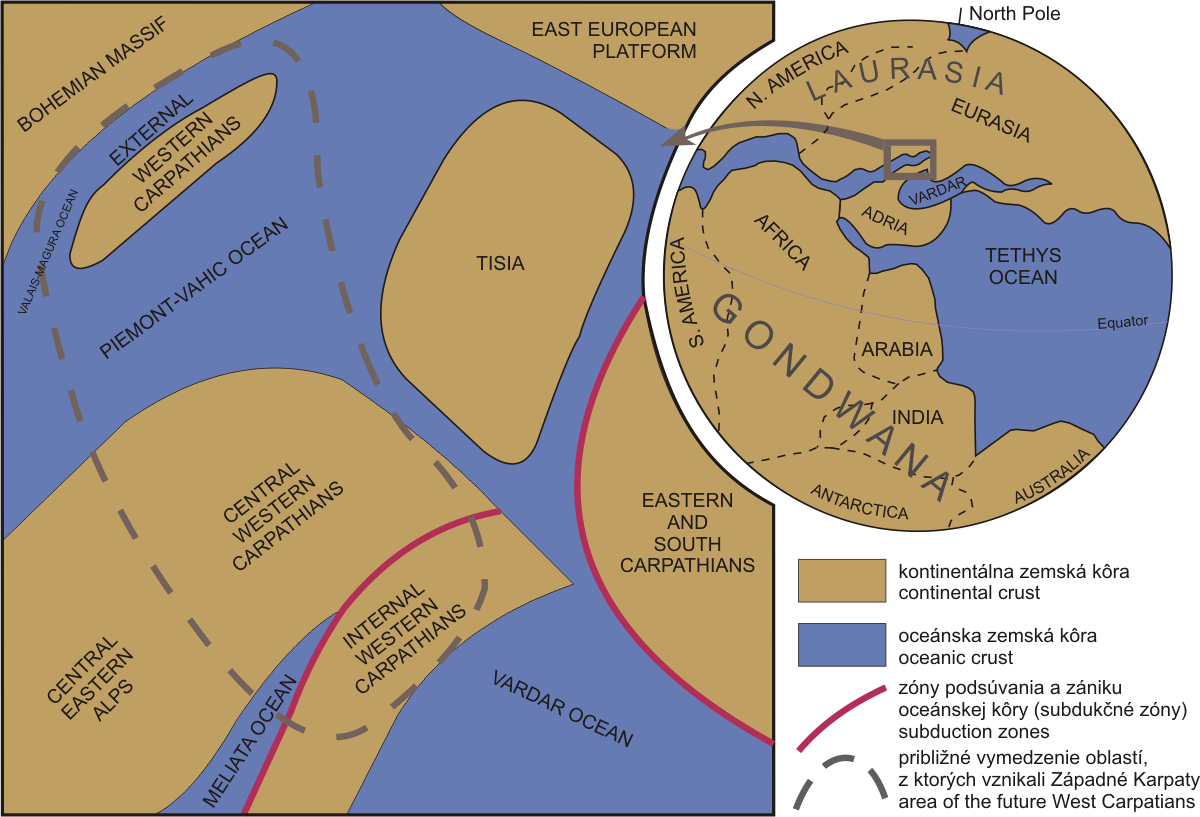
Paleogeografická situace v oblasti Západních Karpat ve svrchní juře

V střední juře začala subdukce Meliatského oceánu pod Apulskou desku, která pokračovala do konce jury, možná i do začátku křídy. Důkazem jsou exhumované horniny meliatika v příkrovu Bôrky, které překonali vysokotlakovou a nízkoteplotní metamorfózu facie modrých břidlic před asi 150 – 160 miliony let. Subdukcie spojená s přibližně severním pohybem Apulské desky měla za následek snos klastických sedimentů a hlubokovodní sedimentaci flyše v předobloukové pánvi, která postupovala z jižnějších do severnějších jednotek. Projevila se postupně od liasu do oxfordu v meliatiku a postupně přecházela do severnějších jednotek, takže v senonu až eoconu skončila ve váhiku resp. až v miocénu v magurské pánvi. Kolize při, které byl oceán uzavřený však pravděpodobně způsobila vznik vějířovitě uspořádaných příkrovů. Z původního prostoru oceánu byly v důsledku této kolize na sever vytlačené příkrovy turnaika a silicika, tvořící jeho šelf. Toto je označované též jako šugovská fáze. V siliciku je možné pozorovat vynoření už od vrchní jury. Podobné pohyby příkrovů směrem na jih, které trvaly v oblasti Bükku a Cezdunajském pásmu do vrchní křídy jsou označovány jako bátorská a literská fáze. Procesy kůrového hrubnutí a přesunu příkrovů na sever způsobily ve vrchní křídě pochování zejména jižních oblasti veporika, na které se v době tzv. tuhárské fáze nasunuly hrubokůrové komplexy gemerika a postupující duplexy příkrovů. Pochované veporikum tak překonalo rozsáhlou regionální metamorfózu, která dosáhla amfibolitovou facii. Při styku gemerika a veporika došlo k výstupu Rochoveckého granitu.
Apulská deska pohybující se na sever způsobila srážku a nasunutí bloků, které se nacházely před ní, začala se kolize, při které bylo mezi albem a cenomanem (benkovská fáze) veporikum nasunuto na prostor Zliechovské pánve fatrika. Došlo k oddělení druhohorních sedimentárních sekvencí na bázi břidličnatých souvrství verfénských břidlic a karpatského keupera. Jižní část fatrika však zůstala soudržná se svým podkladem v oblasti velkobocké jednotky veporika. Přesun příkrovů fatrika byl způsoben gravitačním skluzem poté, co došlo k výzdvihu veporika (kohoutská fáze). Výzdvih způsobil kolaps zhrubnuté kůry a vznik veporského metamorfního kůrového komplexu. Přímo po, anebo zároveň s přesunem fatrika se podobným způsobem uvedli do pohybu sedimentární sekvence hronika, které se nasunulo na fatrikum. Celý proces přesunu fatrika a hronika přes tatrikum je označován jako donovalská fáze. Tento pohyb též provázel gravitační pohyb Muráňského příkrovu (silicikum) v besnícké fázi. Přesun těchto subtatranských příkrovů byl ukončen v turónu.
Od hoterivu po apt v oblasti oravika došlo k vyzdvižení Czorsztynské elevace nad hladinu moře. Přibližně v albě ve váhiku došlo k sedimentaci diskutabilních exotických upohlavských slepenců v klapské jednotce. Za jejich zdroj je považována možná exotická elevace, která byla pravděpodobně buď čelní část fatrika, nebo rozsáhlá oblast tvořená subdukční melanží. Mezi coniakem a maastrichtem (selecká fáze) začala v prostoru Váhického oceánu subdukce směrem na jih. Po jejím skončení ve vrchní křídě až v paleocénu se oblast oravika srazila s tatrikem. Událost je označována jako jarmutská nebo laramská fáze, která se stala faktickým zánikem Váhického oceánu.

### Transpresně transtenzní režim a částečná desintegrace zhrubnuté kůry (střední křída – miocén)
V turóně ve svrchní křídě se v Centrálních Západních Karpatech skončilo vrásnění i přesun příkrovů. Mladší celky jsou proto v této oblasti považované za potektonické. Svrchněkřídové moře zasahovalo do Centrálních Západních Karpat jen okrajově v Brezovské části Malých Karpat a na horehroní, později však ustoupilo. V tomto období se na území Centrálních a vnitřních Západních Karpat nacházela souš. Vo vícerých oblastech došlo ke vzniku krasu, ve kterém se zachovaly laterity, jako např. bauxit v oblasti Mojtína. Další vzestup hladiny moří – transgrese, území zasáhl z prostoru flyšového pásma v paleogénu.
Na konci křídy, když Valaiský oceán dosáhl maximální šířky okolo 500 km, došlo v prostoru flyšového pásma k výraznému prohloubení, ve Východních Karpatech i k subdukci. Po srážce tatrika a oravika na přelomu křídy a paleogénu pokračovala kolize i v tomto prostoru. V turóně byla vyzdvihnuta slezská kordiliera, která začala okolo pánví ve větší míře zásobovat klastickým materiálem z šelfu Evropské platformy. Prostor flyšového pásma se dále členil. V cenomanu začal být tento prostor zásobován klastickými sedimenty i z jižní oblasti, odkud postupoval akreční klín karpatského orogénu. Subdukce Valaiského oceánu trvající od spodního do vrchního eocénu nebyla symetrická, začala nejprve na západě a postupně pokračovala na východ. Ve spodním miocénu začala asymetrická kolize vnějšího okraje Centrálních Západních Karpat a Evropské platformy. Blok internid při tom rotoval ve směru hodinových ručiček o 30 až 90°. V oblasti sutury Váhického oceánu se tyto pohyby odrazily výrazným protisměrně posuvným pohybem. Tyto procesy měly za následek rotaci bloků a vznik Hrásťově-grabenové stavby, která je typická především pro pásmo jádrových pohoří.
V důsledku kolapsu Centrálních Západních Karpat po subdukci váhika vznikla v čase súľovské fáze subsidující pánev, takzvaný centrálnokarpatský paleogén. Tvoří především Liptovskou, Spišskou a Žilinskou kotlinu, Levočské vrchy, Šarišskou vrchovinu a Spišskou Maguru. V těchto oblastech převládají flyšové pískovce a břidlice, které na rozdíl od flyšového pásma nejsou zvrásněné, ale byly postiženy zlomovou tektonikou v blízkosti bradlového pásma, v čase kamenicko-šumiacké fáze. Typické jsou též vápence s numulity, vyskytovaly se tu i slepence, pocházející z erodovaného pohoří, budují např. Súľovské skály.
V miocénu vznikly na východě i západě pieninského lineamentu poznamenaného transformním pohybem pull-apart pánve vyplněné miocéními a pliocéními klastickými usazeninami, především slíny a slepenci. Projevují se hlavně ve Vídeňské a Východoslovenské pánvi. Tyto procesy trvající až do bádenu jsou označovány jako predriftové stádium a spolu s následujícími událostmi byly způsobeny subdukcí Valaiského oceánu. V okrajových částech pánví vznikly vhodné podmínky pro vznik hnědého uhlí (např. Modrokameňská či Veľkokrtíšská hnědouhelná pánev) nebo ložisek kamenné soli (okolí Prešova a Michalovců). Jiné, menší pánve, měly téměř jezerní charakter, vzniklo tak handlovské a novácké hnědé uhlí.
V bádenu až sarmatu zasáhla internidy a oblast panonskeho bloku extenze – rozpínání kůry, způsobené vyklenutím astenosféry, tzv. synriftové stádium. Podél nových i starších zlomů došlo k průniku horkých hmot na povrch. Ve spodním až středním miocénu (egenburg – báden) se v Karpatech projevil výrazný kyselý vulkanismus, s dacitickými až ryolitickými ignimbrity a vulkanoklastikami, které se usazovali v okolních pánvích. Ve středním a vrchním miocénu následoval intermediární vulkanismus, jehož výsledkem byl vznik andezitových stratovulkánů. Následní finální bazaltový, výrazně alkalický vulkanizmus byl odrazem ukončení subdukce, mohl k němu přispět i průnik plášťových hmot v oblasti Panonské pánve. Ve vrchním miocénu došlo k termálnímu kolapsu a vychlazování oblastí, které předtím postihl vulkanismus, tzv. postriftové stádium.

### Čtvrtohorní pokryvní útvary
Do konce pliocénu moře z oblasti Západních Karpat postupně ustoupilo. Došlo k vyslanění jezer a pánví. Začal vývin říční sítě, která se výrazně podílela na modelování pomalu se rostoucích pohoří, řeky též ukládaly hrubé nánosy štěrků a písků. Reliéf výrazně ovlivňovalo podnebí, když v tomto období došlo k vystřídání 5 dob ledových. V pohořích se v tomto období nacházely horské ledovce, a největší z nich se sunul přes Bielovodskou dolinu v Tatrách. Ve studených obdobích však bylo poměrně sucho. Větry proto způsobovaly vyvíjení prachu především z povodí Tisy, Moravy a Dunaje. Ten po usazení vytvářel spraš, z něj se v teplejších obdobích tvořila půda, svahové hlíny a sutě. V meziledových obdobích byla teplejší klima než je dnes, v oblasti Popradu to dokumentuje výskyt dubu ceru. Na více místech vznikaly travertiny. Největší travertinovou kopou na Slovensku je Dreveník. Ve vápencových oblastech se v teplejších obdobích rozvíjí dodnes kras. Podél mladších zlomových linií, na mnohých místech pronikají prameny minerálních vod. Posledních 10 000 let do geologických procesů v oblasti Karpat výrazně zasahuje člověk.